# 룰루레몬 애틀라티카
룰루레몬 애틀라티카(영어: Lululemon Athletica)는 1998년 캐나다 밴쿠버에서 설립된 기능성 스포츠웨어 브랜드이다. 요가 바지 및 요가복 판매 업체로 설립된 이후 온라인 스토어 뿐만 아니라 전 세계에 460개 매장을 갖춘 브랜드로 성장했다. 현재는 요가복 뿐만 아니라 기능성 셔츠, 반바지, 바지, 라이프 스타일 의류 및 요가 악세서리를 포함한 다양한 제품으로 판매를 확대하고 있다.

## 연혁
룰루레몬은 1998년 캐나다 브리티시컬럼비아주 밴쿠버에서 칩 윌슨(Chip Wilson)에 의해 설립되어, 그 해에 처음으로 룰루레몬의 요가 바지 제품이 판매되었다. 룰루레몬 애틀라티카라는 브랜드명은 100명을 상대로 브랜드 이름 20개와 로고 20개를 설문조사하여 선택되었다. 로고 디자인은 스타일라이즈된 알파벳 ‘A’라고 한다.
룰루레몬의 첫 주식 공개 상장은 2007년 7월에 이루어졌으며, 1,820만 주를 팔아 327백만 달러를 얻었다. 2008년에는 스타벅스의 전 공동 경영자였던 크리스틴 데이(Christine Day)가 룰루레몬의 최고 경영자 자리를 맡았다.
2013년, 포춘지(Fortune)가 선정한 ‘가장 빠르게 성장하는 회사 목록’에 세번 연속으로 이름을 올렸다. 2013년 12월, 창립자 칩 윌슨이 회장직에서 사임했으며, 탐스(TOMS Shose)의 회장인 로랑 포드바(Laurent Potdevin)가 차기 CEO가 될 것이라고 발표했다.
2015년 2월, 칩 윌슨이 이사회에서 사임하고, 이사회의 전임 이사인 마이클 케이시(Michael Casey)가 그 자리를 대신할 것이라고 발표했다.
2014년, 런던의 코벤트 가든에 플래그십 샵을 오픈하며 처음으로 유럽에 매장을 열었다.
2016년, 서울 강남구 청담동에 아시아 최초의 플래그십 스토어 매장을 열었다. 이어 파르나스몰, 하남 스타필드, 롯데월드몰, 롯데백화점 본점, 판교 현대백화점 등에 차례로 오프라인 매장을 열었다.
2018년, 로랑 포드바가 CEO직과 이사회에서 사임하였다.
2019년, 홈트레이닝을 위한 스마트거울 개발하는 스타트업 회사 Mirror에 대한 투자를 발표했다. 이 회사는 명상 수업 등 스마트거울을 이용한 새로운 콘텐츠 개발을 계획하고 있다.

## 제품
룰루레몬은 상의, 요가바지, 반바지, 스웨터, 자켓, 속옷 등 의류 뿐만 아니라 헤어 악세서리, 가방, 요가매트와 물병 등 운동용품들을 판매하고 있다.
룰루레몬은 본사에 연구 개발 연구소인 ‘Whitespace’를 두고 있으며, 50명의 과학자와 생리학자들이 포함되어 있다. 룰루레몬의 트레이드마크는 2005년 자체개발한 루온(Luon Fabric) 원단이며, 이후로 탄성 기능과 땀 흡수 처리 등 다양한 기능성 원단을 개발해오고 있다.
한국에선 2020년 2월, 룰루레몬이 자체개발한 에버럭스, 눌루, 눌럭스 원단으로 만든 제품을 대대적으로 선보였다.

## 마케팅
룰루레몬은 2019년까지 여성 요가 의류 브랜드로 잘 알려져 왔지만, 제품군과 마케팅 전략을 조정하며 점차 남성 고객들을 확보하고 있다. 룰루레몬은 향후 5년 내에 남성복 사업을 두배로 늘릴 계획이라고 밝혔다.
룰루레몬은 고객이 룰루레몬의 의류를 착용함으로써 더 큰 커뮤니티의 일원이라고 느낄 수 있도록 하기 위해 게릴라 마케팅을 사용한다고 알려져 있다. Ambassador Program을 통해 룰루레몬의 라이프스타일을 지향하는 피트니스 강사들을 모집하고, 대사들은 커뮤니티에서 마케터 역할을 하는 것이다.
한국에서는 오프라인 매장 내 스튜디오에서 요가 수업과 식단 짜는 법, 명상 및 호흡법 등 체험 클래스를 무료로 제공하고있다. 2020년 초부터 홈 튜토리얼과 라이브 클래스 등 요가수업을 온라인으로 제공하고 있다.
페이스북, 트위터, 인스타그램 또한 룰루레몬의 주요 마케팅 방법 중 하나이다.
모바일 앱 ‘스트라바’ 내 룰루레몬 러닝 클럽을 통해 앰배서더가 소개하는 러닝 코스, 트레이닝 및 레이스 챌린지 등 다채로운 러닝 프로그램을 제공한다.
2019년 6월에 한국에서 세계 요가의날을 기념한 'Yoga Changed My Life' 캠페인을 진행했다. 전체 수익금을 복지재단에 기부했다.